# غريغ أولسون
غريغ أولسون (بالإنجليزية: Greg Olson)‏ هو لاعب كرة قاعدة أمريكي، ولد في 6 سبتمبر 1960 في مارشال في الولايات المتحدة.

## وصلات خارجية
- غريغ أولسون على موقعبيزبول رفرنس.كوم (الدوري الرئيسي) (الإنجليزية)
- غريغ أولسون على موقعبيزبول رفرنس.كوم (الدوري الثانوي) (الإنجليزية)
- غريغ أولسون على موقع جمعية أبحاث البيسبول الأمريكية (الإنجليزية)
- غريغ أولسون على موقع مشجعي الرسوم البيانية (الإنجليزية)